# Bracia Serafiońscy (Berlin)
Bracia Serafiońscy (Berlin) - była to nazwa berlińskiego kręgu przyjaciół pisarza E.T.A. Hoffmanna (1776–1822) z czasów epoki romantyzmu. 
Po powrocie Hoffmanna z Drezna do Berlina w roku 1814 krąg literatów spotykał się regularnie w jego mieszkaniu. Do tej grupy, oprócz Hoffmanna należało wielu członków intelektualnej elity Berlina z grona wyższych urzędników pruskich: Adelbert von Chamisso, David Ferdinand Koreff, Theodor Gottlieb von Hippel Młodszy, Julius Eduard Hitzig, Karl Wilhelm Salice-Contessa jak i Friedrich de la Motte Fouqué.
Wyprawa Adelberta von Chamisso, mająca na celu opłynięcie świata wraz z jego ekspedycją, położyła kres cotygodniowym spotkaniom. Jednak w dniu święta św. Serapiona 14 grudnia 1818 roku grupa spotkała się ponownie i uzgodniono nazwę „Bracia Serafiońscy”. 
Cyklem nowel, opowiadań i bajek z lat od 1819 do 1821 o tej samej nazwie, Hoffmann uhonorował pamięć kręgu jego przyjaciół. Zbiór był jednocześnie ukoronowaniem oraz rodzajem bilansu jego twórczości.